# Nucleair programma van Indonesië
Het nucleaire programma van Indonesië omvat in 2006 plannen om kerncentrales in het land te bouwen voor de winning van kernenergie voor vreedzame doeleinden. Het nationale regulerende orgaan voor nucleaire energie, Badan Pengawas Tenaga Nuklir (BAPETEN), is in 1998 opgericht. Het nationale agentschap voor atoomenergie heet BATAN. Al decennia eerder werd het onderzoek naar kernenergie begonnen. Behalve voor de opwekking van energie wordt nucleaire technologie onder meer ook toegepast voor medische doeleinden en landbouwdoeleinden in de vorm van genetische manipulatie.
Indonesië heeft aangegeven, het programma in overeenstemming met het Internationaal Atoomenergie Agentschap (IAEA) te ontwikkelen. Om deze reden werd Mohammed el-Baradei in december 2006 uitgenodigd om het land te bezoeken.

## Locaties van kerncentrales
Er zijn al experimentele kerncentrales en kernreactors in Indonesië gebouwd voor onderzoeksdoeleinden:
1. Jogjakarta, Centraal-Java. Dit is de Kartini kerncentrale.
2. Serpong (Bantam)
3. Bandung, West-Java. Dit is de Triga Mark II onderzoekskernreactor.

Diverse locaties zijn voorgesteld voor kerncentrales die ook werkelijk in productie zullen worden genomen:
1. Muria, Centraal-Java.
2. Gorontalo, in het noorden van Celebes.

## Grondstoffen
Indonesië heeft zelf in ieder geval twee uraniummijnen, de Remaja-Hitam en Rirang-Tanah Merah mijnen. Deze bevinden zich in het westen van Borneo. Indien er onvoldoende uraniumvoorraden zijn, kan het land uranium importeren uit bevriende landen.

## Samenwerking met andere landen
In 2006 heeft het land met diverse landen, waaronder Zuid-Korea, Rusland, Australië en de Verenigde Staten, verdragen getekend voor de samenwerking op nucleair terrein. Zo heeft Australië aangegeven, er geen problemen mee te hebben uranium te leveren aan Indonesië, en zijn er afspraken met een Russisch bedrijf over de bouw van een drijvende kerncentrale in Gorontalo.

## Motivatie
Er zijn verschillende redenen waarom Indonesië van plan is kerncentrales te bouwen:
1. De energieconsumptie in Indonesië groeit ieder jaar.
2. De voornaamste reden om kernenergie op te wekken is om niet volledig afhankelijk te zijn van een fossiele brandstof als aardolie, omdat de voorraden hiervan beperkt zijn. Indonesië, dat lid is van OPEC, was vele jaren exporteur van aardolie maar in 2005 moest wegens tekorten worden overgegaan op de import ervan. Daarom wordt gepoogd meer aardgas en steenkool te gebruiken voor de opwekking van elektriciteit, maar ook van die fossiele brandstoffen zijn de voorraden beperkt. Toepassing van puur plantaardige olie van planten zoals de purgeernoot (Jatropha curcas L.), en de wonderboom (Ricinus communis L.) wordt onderzocht.
3. Een economische reden: Indien in de binnenlandse energiebehoefte kan worden voorzien door middel van nucleaire energie, kan er eventueel meer aardolie worden geëxporteerd.
4. Schonere alternatieve vormen van energie zoals windenergie en zonne-energie zijn veel duurder dan kernenergie.
5. Ook een land als Japan, dat zoals Indonesië veel aardbevingen kent, heeft kernenergiecentrales.
6. De uitstoot van schadelijke gassen kan worden gereduceerd.

## Kritiek
De nucleaire plannen van Indonesië hebben kritiek opgeroepen van onder andere Greenpeace. Enkele kritiekpunten:
1. De ligging van het land op de Ring van Vuur, met veel geologische activiteit waaronder veel aardbevingen en vulkaanuitbarstingen, zou het gevaarlijk maken om er kerncentrales te hebben.
2. De bouw van kerncentrales zou niet nodig zijn om de uitstoot van CO2-gassen te reduceren.
3. Terroristen zouden misbruik kunnen maken van de kerncentrales voor het maken van wapens zoals vuile bommen. In voorgaande jaren hebben diverse mensen die geboren en getogen waren in Indonesië, aanslagen gepleegd waarbij honderden doden vielen.